# Lokgwabe
Lokgwabe è un villaggio del Botswana situato nel distretto di Kgalagadi, sottodistretto di Kgalagadi North. Il villaggio, secondo il censimento del 2011, conta 1.417 abitanti.

## Località
Nel territorio del villaggio sono presenti le seguenti 8 località:
- B B Farm 74 di 2 abitanti,
- B B Farms 75 di 15 abitanti,
- Bodibaboteng di 40 abitanti,
- Moege di 11 abitanti,
- Ngwambisane,
- Phia di 7 abitanti,
- Senthumole di 6 abitanti,
- Zalcon di 2 abitanti